# Anolis cooki
Espèce
Synonymes
- Anolis cristatellus cooki Grant, 1931
- Ctenonotus cooki (Grant, 1931)

Anolis cooki est une espèce de sauriens de la famille des Dactyloidae.

## Répartition
Cette espèce est endémique de Porto Rico. Elle se rencontre sur l'île Caja de Muertos, sur les cays au large de Punta Águila et dans le Sud-Ouest de Porto Rico.

## Description
Les mâles mesurent jusqu'à 70 mm et les femelles jusqu'à 59 mm.

## Étymologie
Cette espèce est nommée en l'honneur de Melville Thurston Cook (1869–1952).

## Publication originale
- Grant, 1931 : A new species and two new sub-species of the genus Anolis. Journal of the Department of Agriculture of Porto Rico, vol. 15, p. 219-222.